# 小泉孝太郎
小泉孝太郎（日语：／ Koizumi Kōtarō，1978年7月10日—）是日本男演員，神奈川县横須賀市出生，為前日本首相小泉纯一郎的長子，日本大学經濟學部經濟學科肄業。所屬經紀公司為Izawa Office。他的名字「孝太郎」是來自於日本知名政治評論家俵孝太郎，兩人也曾經共同出演過廣告。其弟小泉進次郎則與父親同樣踏入政壇。

## 演出作品

### 電影
| 年度          | 片名                                                                                          | 角色           |
| 2003年7月     | 《 跳躍大搜查線THE MOVIE 2：封鎖彩虹橋》（東寶）                                              | 小池茂         |
| 2003年12月    | 其特別剪輯的國際戰略版為《 跳躍大搜查線BAYSIDE SHAKEDOWN 2》（東寶）                          |                |
| 2005年5月     | 《交涉人 真下正義》（東寶）                                                                   | 小池茂         |
| 2005年9月     | 《假面騎士響鬼與七人的戰鬼》（東映）                                                          | 猛士(友情客串) |
| 2006年8月     | 《UDON》(港譯：烏冬廚神)（東寶）                                                              | 客人(友情客串) |
| 2010年7月3日  | 《 跳躍大搜查線THE MOVIE 3：全面動員》（「踴る大搜查線 THE MOVIE3 ヤツらを解放せよ！」 東寶） | 小池茂         |
| 2012年9月7日  | 《 跳躍大搜查線THE FINAL 新的希望》（「踴る大搜查線 THE FINAL 新たな希望」 東寶）             | 小池茂         |
| 2014年5月31日 | 《瀬戶內海賊物語》（松竹）                                                                    | 宇治原清秀     |
| 2019年        | 《七場會議》（東寶）                                                                          | 奈倉翔平       |
| 2021年3月19日 | 《老師！你會不會談戀愛》（Avex Pictures）                                                     | 宮本功         |
| 2022年6月17日 | 《巴斯克維爾的獵犬 夏洛克劇場版》（東寶）                                                     | 捨井遙人       |

### 电视剧
| 年度          | 劇名                                           | 電視台         | 角色                           |
| 2004年6月     |                                                | 富士電視台     | 前田遼太                       |
| 2005年        | 義經                                           | NHK            | 平资盛                         |
| 2005年        | 愛情慢舞〖原名：Slow Dance〗                   | 富士電視台     | 八嶋優太                       |
| 2005年        | 東京奇妙之旅                                   | 日本電視台     | 渡邊恒平                       |
| 2006年        | 格鬥教師〖原名：〗                             | TBS電視台      | 渡邊元氣                       |
| 2006年        | ATTENTION PLEASE〖其他譯名：空姐特訓班         | 富士電視台     | 堤修介                         |
| 2006年        | 不信的時候～woman wars～〖其他譯名：女人心機〗 | 富士電視       | 近藤慶                         |
| 2006年        | 浪花上的燈塔                                   | TBS電視台      | 小野木喬夫                     |
| 2007年        | 派遣員的品格〖其他譯名：派遣女王〗             | 日本電視台     | 里中賢介                       |
| 2007年4月     | 新娘與爸爸                                     | 富士電視台     | 鳴海駿一                       |
| 2007年        | 非常老爸〖其他譯名：BAD DAD〗                  | 朝日電視台     | 丸山洋介                       |
| 2008年4月19日 | 極道鮮師3                                      | 日本電視台     | 夏目誠一（校醫）               |
| 2008年7月8日  | 那天，我們的生命輕如薄紙                       | 日本電視台     | 朝倉憲一（夏九八五三隊的兵長） |
| 2009年        | 天地人                                         | NHK            | 樋口與七（後改名大國實賴）     |
| 2009年        | 時尚女王                                       | 關西電視台     | 蜂矢英明（採購）               |
| 2010年        | 懸崖邊的繪里～世上最重要的金錢故事～           | 朝日電視台     | 平林正宗                       |
| 2013年        | 八重之櫻                                       | NHK            | 德川慶喜                       |
| 2013年        | 無名毒                                         | TBS電視台      | 杉村三郎                       |
| 2014年        | 柏拉圖                                         | NHK BS Premium | 望月和久                       |
| 2014年        | 彼得的葬禮                                     | TBS電視台      | 杉村三郎 主役                  |
| 2015年        | 年齡騷擾                                       | 朝日電視台     | 保科晶彥                       |
| 2015年        | 死之臟器                                       | WOWOW          | 沼崎恭太 主役                  |
| 2015年        | 下町火箭                                       | TBS電視台      | 椎名直之                       |
| 2016年        | 警視廳零系 生活安全科萬能諮詢室 第一季         | 東京電視台     | 小早川冬彦                     |
| 2016年        | 高考灰姑娘                                     | NHK BS Premium | 五十嵐透                       |
| 2016年        | Chef～三星級營養午餐～                         | 富士電視台     | 篠田章吾                       |
| 2017年7月     | 警視廳零系 生活安全科萬能諮詢室 第二季         | 東京電視台     | 小早川冬彥 主役                |
| 2018年4月     | 黑色止血鉗                                     | TBS電視台      | 高階權太                       |
| 2018年7月     | 警視廳零系 生活安全科萬能諮詢室 第三季         | 東京電視台     | 小早川冬彥 主役                |
| 2019年1月     | 法庭女王                                       | TBS電視台      | 多田征大                       |
| 2019年7月     | 警視廳零系 生活安全科萬能諮詢室 第四季         | 東京電視台     | 小早川冬彥 主役                |
| 2020年6月     | 派遣員的品格2〖其他譯名：派遣女王2〗           | 日本電視台     | 里中賢介 主役                  |
| 2021年4月     | 警視廳零系 生活安全科萬能諮詢室 第五季         | 東京電視台     | 小早川冬彥 主役                |
| 2022年        | 鎌倉殿的13人                                   | NHK            | 平宗盛                         |
| 2022年6月     | 眼之壁                                         | WOWOW          | 萩崎竜雄 主役                  |
| 2023年1月     | STAND UP START                                 | 富士電視台     | 三星大海                       |
| 2023年4月     | Fixer                                          | WOWOW          | 板倉晃司                       |
| 2023年8月     | 暗黑郵差                                       | 東京電視台     | 水野真                         |
| 2023年10月    | 下剋上球兒                                     | TBS電視台      | 丹羽慎吾                       |
| 2024年7月     | 黑色止血鉗2                                    | TBS電視台      | 高階權太                       |
| 2025年4月     | 失蹤人搜索班 : 消失的真相                      | 東京電視台     | 笹塚晉平                       |